# 키보드 매니아
《키보드매니아》(Keyboardmania, 일본어: キーボードマニア)는 일본의 코나미사에서 개발한 음악 게임으로, 비마니 시리즈 제6탄이다. 이름 그대로 전자 키보드를 연주하는 시뮬레이션 게임이다. 3rd MIX를 마지막으로 개발이 중단되었다.

## 게임 방법
키보드매니아의 입력 장치는 2옥타브분의 키보드와 휠 컨트롤러로 구성되어 있다. 화면 아래로 내려오는 노트에 맞춰 해당하는 노트를 누르면 연주가 된다. 휠 컨트롤러는 화면에 표시되는 대로 조작해야 하는데, 비트매니아의 스크래치와는 달리 위와 아래의 방향을 구분한다. 연주의 정확도에 따라 게이지가 오르고 내리는데, 곡 중 게이지가 모두 떨어지면 게임이 끝나고, 곡이 끝났을 때 게이지가 70%가 넘어야 다음 스테이지로 넘어갈 수 있다.

## 게임 모드
- LIGHT : 2ndMIX에서 처음 등장한 모드로, 1플레이어분의 절반인 12건반을 사용하는 초급자용 모드이다. 3rdMIX에서는 1STAGE를 클리어하지 못해도 다음 스테이지로 넘어갈 수 있다.
- LIGHT+ : 24건반을 사용하는 모드로, REAL보다 낮은 난이도의 채보가 등장한다. 1stMIX에서는 NORMAL이라는 이름으로 등장했으나, 2ndMIX에서 LIGHT가 추가되면서 LIGHT+로 바뀌었다. 별도의 모드로 등장하지는 않으며, LIGHT나 REAL에서 선택할 수 있다.
- REAL : 24건반을 사용하는 고난이도 모드. 3rdMIX의 경우, 일부 곡에 숨겨진 ANOTHER 채보가 붙어있다.
- PRESSURE : 2ndMIX에서 처음 등장한 모드. 정해진 코스를 플레이하는 모드로 숨겨진 커맨드를 입력해야 등장한다. 각 코스는 4곡으로 구성되어있으며, 높은 성적으로 클리어하면 인터넷 랭킹에 참가할 수 있었다.
- FREE : 클리어하지 못해도 다음 스테이지로 넘어갈 수 있는 연습 모드.

## 멀티 세션
드럼매니아, 기타프릭스와 키보드매니아는 일부 시리즈에서 세션 플레이가 가능했는데, 이를 멀티 세션이라고 부른다. 멀티 세션은 같은 곡으로 드럼매니아 1명, 기타프릭스 2명, 키보드매니아 2명으로 최대 5명까지 연결해서 합주를 할 수 있는 기능이다. 멀티 세션 플레이시에는 곡이 끝날 때 게이지가 70%가 넘어야 클리어되는 제한이 없어져서, 곡을 끝까지 연주하기만 하면 클리어한 것이 된다. 이 멀티 세션 시스템은 키보드매니아의 개발 중단에 따라 중지되었다.
- 멀티 세션이 되는 버전은 다음과 같다.

기타프릭스 5th, 드럼매니아 4th, 키보드매니아 3rd
기타프릭스 6th, 드럼매니아 5th, 키보드매니아 3rd

## 발매된 버전

### 아케이드판
- Keyboardmania (2000년 2월)
- Keyboardheaven (2000년 3월): Keyboardmania의 대한민국 정식판이다. 수입사는 유니코전자(현 유니아나).
- Keyboardmania 2nd MIX (2000년 10월)
- Keyboardmania 3rd MIX (2001년 3월)

### 플레이 스테이션 2판
- Keyboardmania (2000년 9월 21일) (키보드 컨트롤러 동봉으로 발매되었다.)
- Keyboardmania II -2nd MIX & 3rd MIX- (2002년 2월 28일)

PS2버전의 경우 전용 컨트롤러 이외에도 몇몇 호환되는 MIDI 키보드로 플레이 할 수 있다.

### PC판
- Keyboardmania Yamaha Edition (2003년)

Yamaha EZ-250i 키보드에 포함된 윈도용 버전이다. 다른 버전과는 다르게 36개의 건반(3옥타브)를 사용하며, 미디 키보드를 컴퓨터에 연결하여 플레이 할 수 있다. 또한 미디 파일을 사용해 직접 채보를 만들 수도 있다.